# Filléreső
A Filléreső (eredeti cím: Pennies from Heaven) 1981-ben bemutatott amerikai zenés romantikus filmdráma, amit Herbert Ross rendezett. A forgatókönyvet az 1978-as Pennies from Heaven című televíziós sorozat alapján Dennis Potter készítette. A főbb szerepekben Steve Martin, Bernadette Peters és Christopher Walken. 1981. december 11-én mutatták be az Egyesült Államokban. Magyarországon videokazettán jelent meg 1995. augusztus 17-én.
A produkciót három Oscar-díjra és három Golden Globe-díjra jelölték, amelyekből egyedül Bernadette Peters alakítása nyerte meg a kategóriáját.

## Cselekmény
1934-ben Arthur Parker chicagói kottakereskedő nehéz időket él át. Üzlete csődbe megy, felesége, Joan pedig nem hajlandó odaadni neki az apjától örökölt pénzt, hogy saját vállalkozásba kezdjen. Arthur álma, hogy olyan világban éljen, mint azok a dalok, amelyeket megpróbál eladni. Utazásai során Arthur találkozik egy tanárnővel, akit Eileennek hívnak és azonnal beleszeret. Arthur viszonyt kezd vele, de visszamegy a feleségéhez, aki már félrelépésre gyanakszik.
Eileen teherbe esik Arthurtól, és kirúgják. Mivel nincs hová mennie, a lány összejön egy másik férfival, Tommal. Tom elintézi, hogy Eileen abortuszra mehessen, de mikor Arthur újra találkozik a nővel, Eileen prostituáltként dolgozik. A nő elhagyja Tomot, hogy újra Arthurral lehessen, és hajlandó megszökni a férfival. Miután nem sikerül eladnia az üzletét, Arthur és Eileen szétverik a boltot az összes lemezzel, kivéve a "Pennies from Heaven" (Filléreső) címűt. Mivel továbbra sincs elég pénzük, Eileen ismét az utcán árulja magát.
Egy nap tragikus gyilkosságban meghal egy vak lány. A lányt megerőszakolták és megölték, a rendőrség pedig Arthurra gyanakszik. A felesége, Joan, a férje ellen vall, és felkutatják a férfit. Arthurnak nem sikerül elmenekülnie Eileennal. Letartóztatják, majd halálbüntetést kap. Arthur az akasztófán a "Pennies from Heaven" című dalt szavalja.

## Szereplők
| Szerep           | Színész             | Magyar hangja   |
| ---------------- | ------------------- | --------------- |
| Arthur           | Steve Martin        | Forgács Péter   |
| Eileen "Lulu"    | Bernadette Peters   | Biró Anikó      |
| Joan             | Jessica Harper      | Jani Ildikó     |
| harmonikás férfi | Vernel Bagneris     | Sztarenki Pál   |
| Mr Warner        | John McMartin       | Barbinek Péter  |
| detektív         | John Karlen         | n.a             |
| bankár           | Jay Garner          | n.a             |
| Al               | Robert Fitch        | n.a             |
| Ed               | Tommy Rall          | n.a             |
| vak lány         | Eliska Krupka       | n.a             |
| Tom              | Christopher Walken  | Wohlmuth István |
| Mr Barrett       | Raleigh Bond        | n.a             |
| motoros rendőr   | George P. Wilbur    | n.a             |
| idős prostituált | Nancy Parsons       | n.a             |
| eladó            | Duke Stroud         | n.a             |
| bárpultos        | Francis X. McCarthy | n.a             |
| Everson atya     | Will Hare           | n.a             |

## Fogadtatás

### Kritikai visszhang
A film jó visszajelzéseket kapott. A Rotten Tomatoeson 83%-os minősítést ért el 29 értékelés alapján, az összefoglaló szerint: „A Filléreső egy bonyolult kis musical, egy káprázatos, tragikus látványosság.” David Kehr a Chicago Readertől azt írta: „A lényeg a végtelenségig elhangzik, bár a film javára szól, hogy komolyan, megfontoltan és némi fantáziával készült.” Vincent Canby a New York Timestól azt írta: „A filmre azonban nem könnyű reagálni. Hűvös, anélkül, hogy intellektuálisan provokatív lenne.” Richard Corliss a TIME Magazine-tól azt írta: „Talán nem ez lett volna az a projekt, amire ennyi MGM-milliót elherdálnak. A BBC show egy elvarázsolt házikó volt, ez pedig a Las Vegas Grand Hotel.”
A Metacritic 64 pontot adott a 100-ból 13 vélemény alapján. Gary Arnold a Washington Posttól azt írta: „A Filléreső egy fiatalító mérföldkő a hollywoodi musicalek fejlődésében, és minden bizonnyal az 1981-es év legjobb amerikai filmje.” Pauline Kael a New Yorkertől azt írta: „A táncszámok egyszerre viccesek, lenyűgözőek és gyönyörűek; több közülük szinte tökéletes. És bár a párbeszédes jelenetek némelyike kínos tempójú és szinte statikus, mégis magával ragadó minőséget képviselnek.” A Variety szerint: „Herbert Ross szinte mintha Pintert rendezné, a színészeket arra készteti, hogy kimondjanak egy sort, majd két ütemet várjanak a következő mondattal. A technika megfojtja az olyan, általában élénk színészeket, mint Martin, Peters és Harper.”

### Bevétel adatai
A Box Office Mojo szerint a film 9,1 millió dolláros bevételt ért el, a költségvetésről nincs adat.

## Zene
| Filléreső eredeti filmzene | Filléreső eredeti filmzene                 | Filléreső eredeti filmzene                            | Filléreső eredeti filmzene                            | Filléreső eredeti filmzene | Filléreső eredeti filmzene | Filléreső eredeti filmzene | Filléreső eredeti filmzene | Filléreső eredeti filmzene | Filléreső eredeti filmzene |
|                            | Cím                                        | Szerző(k)                                             | Előadó(k)                                             | Hossz                      |                            |                            |                            |                            |                            |
| -------------------------- | ------------------------------------------ | ----------------------------------------------------- | ----------------------------------------------------- | -------------------------- | -------------------------- | -------------------------- | -------------------------- | -------------------------- | -------------------------- |
| 1.                         | "The Clouds Will Soon Roll By"             | Harry Woods                                           | Elsie Carlisle · Ambrose & His Orchestra              | 3:16                       |                            |                            |                            |                            |                            |
| 2.                         | "Yes, Yes!"                                |                                                       | Sam Browne · Carlysle Roberts                         | 2:41                       |                            |                            |                            |                            |                            |
| 3.                         | "I'll Never Have To Dream Again"           |                                                       | Connee Boswell                                        | 3:03                       |                            |                            |                            |                            |                            |
| 4.                         | "Roll Along Prairie Moon"                  | Ted Fiorito · Von Tilzer                              | Fred Latham · Jack Jackson & His Orchestra            | 2:49                       |                            |                            |                            |                            |                            |
| 5.                         | "Did You Ever See a Dream Walking?"        | Mack Gordon · Harry Revel                             | Bing Crosby                                           | 3:18                       |                            |                            |                            |                            |                            |
| 6.                         | "Pennies From Heaven"                      | Johnny Burke · Arthur Johnston                        | Arthur Tracy                                          | 3:49                       |                            |                            |                            |                            |                            |
| 7.                         | "It's the Girl"                            |                                                       | Dorsey Brothers Orchestra · The Boswell Sisters       | 3:13                       |                            |                            |                            |                            |                            |
| 8.                         | "Love Is Good for Anything That Ails You"  | Matty Malneck                                         | Ida McCune                                            | 2:26                       |                            |                            |                            |                            |                            |
| 9.                         | "Let's Put Out the Lights and Go to Sleep" | Herman Hupfeld                                        | Rudy Vallée & His Connecticut Yankees                 | 3:36                       |                            |                            |                            |                            |                            |
| 10.                        | "It's a Sin to Tell a Lie"                 | Billy Mayhew                                          | Dolly Dawn · George Hall & His Orchestra              | 2:45                       |                            |                            |                            |                            |                            |
| 11.                        | "I Want to Be Bad"                         |                                                       | Helen Kane                                            | 3:03                       |                            |                            |                            |                            |                            |
| 12.                        | "Life Is Just a Bowl of Cherries"          |                                                       | Walt Harrah · Gene Merlino · Vern Rowe · Robert Tebow | 1:22                       |                            |                            |                            |                            |                            |
| 13.                        | "Let's Misbehave"                          | Cole Porter                                           | Irving Aaronson & His Commanders                      | 4:11                       |                            |                            |                            |                            |                            |
| 14.                        | "Serenade In the Night"                    | Cesare Andrea Bixio · Bixio Cherubini · Jimmy Kennedy | Primo Scala's Accordion Band · Ronnie Hill            | 2:44                       |                            |                            |                            |                            |                            |
| 15.                        | "Fancy Our Meeting"                        |                                                       | Jack Buchanan · Elsie Randolph                        | 3:07                       |                            |                            |                            |                            |                            |
| 16.                        | "Let's Face the Music and Dance"           | Irving Berlin                                         | Fred Astaire                                          | 7:54                       |                            |                            |                            |                            |                            |
| 17.                        | "Pennies From Heaven"                      | Johnny Burke · Arthur Johnston                        | Steve Martin                                          | 2:29                       |                            |                            |                            |                            |                            |
| 18.                        | "The Glory of Love"                        | Billy Hill                                            | Lew Stone                                             | 2:49                       |                            |                            |                            |                            |                            |
| 58:35                      |                                            |                                                       |                                                       |                            |                            |                            |                            |                            |                            |

## Fontosabb díjak és jelölések
| Esemény               | Díj              | Kategória                                                          | Eredmény |
| --------------------- | ---------------- | ------------------------------------------------------------------ | -------- |
| 39. Golden Globe-gála | Golden Globe-díj | Legjobb filmmusical vagy vígjáték                                  | Jelölve  |
| 39. Golden Globe-gála | Golden Globe-díj | Legjobb női főszereplő (vígjáték vagy musical) – Bernadette Peters | Elnyerte |
| 39. Golden Globe-gála | Golden Globe-díj | Legjobb férfi főszereplő (vígjáték vagy musical) – Steve Martin    | Jelölve  |
| 54. Oscar-gála        | Oscar-díj        | Legjobb adaptált forgatókönyv                                      | Jelölve  |
| 54. Oscar-gála        | Oscar-díj        | Legjobb jelmeztervezés                                             | Jelölve  |
| 54. Oscar-gála        | Oscar-díj        | Legjobb hang                                                       | Jelölve  |